# Brachiaria serrata
Brachiaria serrata är en gräsart som först beskrevs av Carl Peter Thunberg, och fick sitt nu gällande namn av Otto Stapf. Brachiaria serrata ingår i släktet Brachiaria och familjen gräs. Inga underarter finns listade i Catalogue of Life.